# Judas… ¡toma tus monedas!
Judas… ¡toma tus monedas! ist ein Italowestern aus spanisch-italienischer Produktion, der im Jahr 1972 gedreht wurde und der im deutschen Sprachraum bislang nicht gezeigt wurde.

## Handlung
Eine Banditengruppe unter Führung von Luke Morton überfallt eine Kutsche, stiehlt eine für die Armee bestimmte Goldkiste und nimmt eine Frau als Geisel. Der mexikanische Gauner und bis dahin die rechte Hand Mortons, Carrancho, klaut die Kiste und versteckt sie auf dem Grundstück einer Mormonenkirche. Zwei Revolverhelden, Rayo und Texas, wissen darum, dass er dieses Gold bald erneut aufsuchen wird, und retten ihn wiederholt vor den Rachegelüsten der übers Ohr gehauenen Bande. Schließlich sind alle ehemaligen Mitglieder ausgeschaltet und die drei erreichen das Versteck. Es ist leer, da die Mormonen das Gold gefunden haben und es den Besitzern zurückgeben wollen. Den beiden Pistoleros, von denen Rayo mit der angeblich Entführten unter einer Decke steckt, gelingt es nicht nur, sich die Beute zu schnappen, sondern die Sache auch so aussehen zu lassen, als sei alleine der Mexikaner dafür verantwortlich.

## Kritik
„Der fehlgeschlagene Versuch eines semiernsten Westerns scheitert an der Ideenarmut, den technischen Unzulänglichkeiten und am gezwungenen Humor“, meinten Segnalazioni Cinematografiche.